# Dear... (윤하의 콘서트)
Dear...는 2012년 12월 30일, 12월 31일 양일간 대한민국 용산아트홀 대극장에서 열린 가수 윤하의 콘서트이다. 12월 30일 게스트로는 원모어찬스, 킹스턴 루디스카가, 12월 31일 게스트로는 아이 투 아이가 초청되었다.

## 셋리스트

### 1부
1. 크림소스 파스타
2. 내일도 맑은 하늘처럼
3. LaLaLa
4. 빗소리
5. 스물 두 번째 길
6. 기다리다
7. 미워하다
8. 사랑하다
9. One Angry Dwarf and 200 Solemn Faces
10. People
11. 기억
12. 추억은 아름다운 기억

### 2부
1. 1, 2, 3
2. Hello Beautiful Day
3. Peace Love & Icecream
4. Strawberry Days
5. 내 곁에서 떠나가지 말아요
6. 첫눈에
7. 연애조건
8. 좋아해
9. Best Friend
10. 혜성
11. 비밀번호 486
12. Run
13. Hope

### 앙코르
1. Supersonic
2. Set Me Free